# 有松潤一郎
有松 潤一郎（ありまつ じゅんいちろう、1895年8月28日 - 1980年12月27日）は、日本の経営者、銀行家。大和銀行社長を務めた。岡山県岡山市出身。

## 経歴
1922年に慶應義塾理財科を卒業し、同年に大和銀行に入行。1944年11月に専務に就任し、1947年1月に代表取締役を経て、1948年6月から1950年8月までに社長を務めた。
大阪銀行協会会長も務めた。
1965年に勲二等瑞宝章を受章。
1980年12月27日に老衰のために死去。85歳没。